# Lebiazhi Ostrov
Lebiazhi Ostrov (del ruso: Лебяжий Остров) es un posiólok del raión de Briujovétskaya del krai de Krasnodar en el sur de Rusia. Está situado en el limán Lebiazhi del río Beisug, 12 km al noroeste de Briujovétskaya y 93 km al norte de Krasnodar, la capital del krai. Tenía 399 habitantes en 2010.
Pertenece al municipio rural Chepiginskoye.